# سيجو ملك جوسون
الملك سيجو ملك مملكة جوسون السابع، (ولد في 29 سبتمبر 1417 ومات في 8 سبتمبر 1468) ، (حكم من عام 1455 إلى عام 1468) , قام بانقلاب عسكري على ابن أخيه الملك دانجونغ وأصبح الملك في عام 1455 .

## حياته
ولد في عام 1417 وسمييي يو وهو ابن الملك العظيم سيجونغ الثاني . أظهر قدرات كبيرة في الرماية وركوب الخيل وفنون الدفاع عن النفس ، وكان قائدا عسكريا باهرا على الرغم من عدم ذهابه لجبهة القتال بنفسه. لقب في عام 1428 بلقب الأمير سويانغ العظيم وهو الذي عرف به بين الجميع .

## وصوله للسلطة
بعد موت الملك العظيم سيجونغ تولى شقيق الأمير سويانغ , الملك مونجونغ العرش لكنه توفي بعد عامين . تولى العرش من بعده ابنه ذو الإثني عشر عاما وهو الملك دانجونغ . كان الملك صغيرا جدا ليحكم، ولذا سيطر رئيس الوزراء هوانغبو إن و الجنرال كيم جونغسيو - نائب رئيس الوزراء - على الحركة السياسية . استغل (كيم جونغسيو) وفصيله الفرصة لتوسيع سلطة مسؤولي البلاط ضد العديد من أعضاء الأسرة المالكة، مما تسبب بزيادة التوتر بين كيم والأمير سويانغ بشكل كبير، والذي لم يكن وحده بل كان معه شقيقه الأصغر الأمير أنبيونغ العظيم الذي حاول الحصول على فرصة للسيطرة على المملكة .
أحاط الأمير سويانغ نفسه بالحلفاء الذين يثق بهم، بما فيهم مستشاره المشهور هان ميونغ-هوي . نصح (هان) الأمير سويانغ بالاستيلاء على السلطة بواسطة انقلاب . ولذا وفي عام 1453 قام بقتل الجنرال كيم جونغسيو وكل فصيله. ليمسك بزمام السلطة بين يديه .

## الحكم
على الرغم من استيلاء الملك سيجو على السلطة، مما أسفر عن مقتل الكثيرين إلا أنه أثبت نفسه بأنه من الحكام الأكثر قدرة وإدارة في التاريخ الكوري. قام أولا بتعزيز السلطة الملكية التي أنشأها الملك تايجونغ من خلال إضعاف سلطة رئيس الوزراء وإخضاع الأمور مباشرة لسلطة الملك . كما قام بتعزيز النظام الإداري والذي أنشأه الملك تايجونغ أيضا، مما مكن الحكومة من تحديد عدد السكان بدقة وحشد القوات بشكل فعال .
تماما مثل الملك تايجونغ كان متشددا فيما يخص السياسة الخارجية، حيث قام بالهجوم على الجورتشين في الشمال في عام 1460 (오랑캐 / 兀良哈) وفي 1467 (호리개 / 胡 里 改) . كما قام بمراجعة قانون الأراضي، لتحسين الوضع الاقتصادي للبلاد . قام بتشجيع نشر كتب التاريخ والاقتصاد والزراعة والكتب الدينية أيضا.
الأهم من كل هذا، أنه جمع القوانين الكبرى لإدارة الدولة - الذي أصبح حجر الأساس في إدارة المملكة - وقدم أول شكل من أشكال القانون الدستوري بشكل مكتوب في كوريا .

## علاقته بأقاربه والوزراء السابقين
بعد الانقلاب وإمساكه بزمام الأمور، قام باعتقال أخيه الأمير العظيم أنبيونغ . وقام بإرساله أولا إلى المنفى ولكنه قام بقتله فيما بعد . وأخيرا وفي عام 1455 قام بمواجهة ابن أخيه الشاب الضعيف الملك دانجونغ ليتنازل عن العرش . ويعلن نفسه الملك السابع لمملكة جوسون . قام فيما بعد بتخفيض مرتبة الملك دانجونغ إلى أمير وأمر بتسميمه بعد أن قام الأمير العظيم جيومسونغ وستة علماء بما فيهم سيونغ سام-مون ، باك باينغ-نيون ويي جاي بالتآمر لإبعاد الأمير سويانغ من السلطة وإعادة العرش للملك دانجونغ . كما قام بإعدام العلماء من عهد والده الملك العظيم سيجونغ بتهمة التآمر ضده .

## الأسرة
- الأب : الملك العظيم سيجونغ .
- الأم : الملكة سوهيون من عشيرة تشيونغسونغ شيم . (소헌왕후 심씨) , (ولدت في 28 سبتمبر 1395 , ماتت في 24 مارس 1446) .
- الزوجات والأبناء :

1. الملكة جونغهي من عشيرة بابيونغ يون (정희 왕후 윤씨)، (ولدت في 11 نوفمبر 1418) وماتت في 30 مارس 1483) ,[2][3] أنجبت :
  1. يي جانغ , ولي العهد ويغيونغ , (이장 의경세자) , (ولد في 1438 ومات 2 سبتمبر 1457).[4]
  2. يي هوانغ , الملك ييجونغ , (이황 해양대군) .
  3. يي سي-سيون، الأميرة ويسوك , (이세선 의숙공주) , (ولدت في 1442 وماتت في 1477).[5]
  4. ابنة ملفقة,[6] عرفت بالعديد من الأسماء مثل : يي سي-هوي,[7] يي سي-جيونغ، الأميرة ويريونغ، الأميرة ويهوا .
2. المحظية الملكية النبيلة جيون[8] من عشيرة سيونسان بارك (근빈 박씨) ، (ولدت في 1425 وماتت في ؟ ) [9] أنجبت :
  1. يي سيو، الأمير ديوكوون، (이서 덕원 군) ، (ولد في 1449 ومات في 1498) .
  2. يي سيونغ، الأمير تشانغوون , (이성 창원군) ، (ولد في 1458 ومات في 1484) .
  3. ابن غير مسمى، (ولد في 1458 ومات في 1463) .
3. المعزولة بارك سو-يونغ، أنجبت :
  1. ابن غير مسمى .
4. شين سوك-وون (숙원 신씨) , بلا أبناء .

## موته
مات في 1468 وتولى ابنه الضعيف الملك ييجونغ العرش .

## اسمه الكامل بعد الوفاة
- الملك سيجو هايجانغ سونغتشون تشيدو يولمون يونغمو جيديوك يونجونغ سيونغسين ميونجاي هيومسوك إنهيو عظيم كوريا .
- King Sejo Hyejang Sungcheon Chedo Yeolmun Yeongmu Jideok Yunggong Seongsin Myeongye Heumsuk Inhyo the Great of Korea .
- 세조혜장승천체도열문영무지덕융공성신명예흠숙인효대왕 .
- 世祖惠莊承天體道烈文英武至德隆功聖神明睿欽肅仁孝大王 .

## التصوير الحديث
ظهر الملك سيجو في العديد من البرامج الدرامية :
1. دراما رجل الأميرة .
2. دراما الملكة إنسو .
3. دراما أنا والملك .

## وصلات خارجية
1. ↑  "تاريخ حياة ومواعظ بوذا المستخلصة من الكتب البوذية المقدسة". المكتبة الرقمية العالمية. 1447. مؤرشف من الأصل في 2017-05-15. اطلع عليه بتاريخ 2013-05-24.
2. ↑  ابنة السيد يون بيون والسيدة هيونغنيونغ
3. ↑  تزوجت من الملك سيجو في عام 1428
4. ↑  عرف باسم الأمير دووُون عندما كان والده أميراً
5. ↑  تزوجت من جيونغ هيون-جو ابن جيونغ إن-جي
6. ↑  عرفت من خلال التاريخ خير الرسمي , ولم يستطع أحد تأكيد ذلك من السجلات الرسمية إلا أن في الأمير سويانغ عرف في سجل سنة 1446 (سجل السنة الـ28 من حكم الملك العظيم سيجونغ) بأن لديه ابن واحد وابنتين
7. ↑  هذا الاسم موجود في السجلات غير الرسمية
8. ↑  رتبتها الأصلية هي : جوي-إن , ارتفعت مرتبتها إلى بن في 15 يونيو 1483 وكذلك لقبها .
9. ↑  أخت بارك باينغ-نيون (أحد الوزراء الذين دبروا المؤامرة ضد الملك سيجو)

| سبقه الملك دانجونغ | حكام كوريا مملكة جوسون 1455 – 1468 | تبعه الملك ييجونغ |